# Gomeh
Gomeh (persiska: گمبه, کومِه, گمه, کَمِه, کاغِه, کَمبِه) är en ort i Iran.   Den ligger i provinsen Lorestan, i den centrala delen av landet, 300 km sydväst om huvudstaden Teheran. Gomeh ligger 1 913 meter över havet och antalet invånare är 106.
Terrängen runt Gomeh är kuperad åt nordväst, men åt sydost är den platt.Runt Gomeh är det ganska glesbefolkat, med 29 invånare per kvadratkilometer. Närmaste större samhälle är Aznā, 7,0 km söder om Gomeh. Trakten runt Gomeh består till största delen av jordbruksmark.